# ヒョヨン

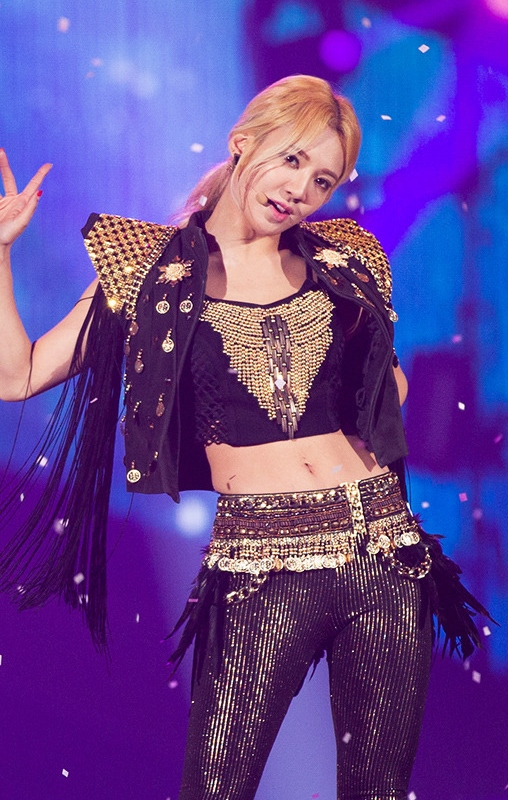
ヒョヨン（2013年）

ヒョヨン（효연、HyoYeon、本名：キム・ヒョヨン（김효연、Kim Hyo-Yeon、金孝淵）、1989年9月22日 - ）は、韓国・仁川広域市出身の女性歌手、ダンサー。アイドルグループ「少女時代」のメンバー。ポジションはメインダンサー。身長161cm、血液型AB型。家族構成は父、母、弟。別名「HYO」。

## 来歴
- 2000年、母親の勧めでSMエンタテインメントのオーディションを受けて合格。6年1カ月の練習期間を経て、2007年に少女時代のメンバーとしてデビュー。
- 2011年から、KBSのバラエティ番組「青春不敗2」にサニーとともに出演[1]。
- 2012年、MBC「ダンシング・ウィズ・ザ・スターズ」（韓国版・シーズン2）に出演し、準優勝した[2]。

- 2022年、SMエンタテインメントのプロジェクト『Girls On Top(GOT)』の第1弾ガールズグループ『GOT the beat』のメンバーとして再デビュー。1月3日、シングル『Step Back』をリリース。

## 人物・エピソード
- 少女時代メンバーの中で最もダンスが上手いといわれ、「ダンシングクイーン」と呼ばれる。曲中でヒョヨンのダンスソロが入ることも多い。例えば、曲Genieの中で、ティファニーによるDJ put it back onの直前はヒョヨンのソロダンスが入る。
- SMエンタテインメントのオーディションを受けた時からダンスの素質は高く、女子ダンス部ではなく男子ダンス部でトレーニングされていた時期もあった。SMの支援も手厚く、有名なダンススクールで受講させたり、世界的に有名なダンサーが来韓すれば必ず一手習うことができるように機会を用意したという。2005年にはMnet KM Music Festivalにて事務所の先輩であるBoAのシルエット役を務めた。
- ヒップホップ系のダンスを得意とするヒョヨンは、デビュー当時の少女時代のダンスに物足りなさを感じ、グループを脱退して韓国国外へダンス留学しようかと悩んでいたという。
- メンバーでは、そのダンスの上手さから、ヒョヨンがニューヨーク公演で一番人気だったという[3]。
- 2013年1月に出演した番組でソヒョンは、「私はお姉さんに見習うべき所が沢山あります。とてもオープンな心で、たとえどのような話でもよく受け入れてくれます。」とヒョヨンのことを賞賛した[4]。

## 出演
- 青春不敗２（2012年7月21日～2012年11月17日、KBS）ヒョヨン
- ダンシング９（2013年7月20日～2013年10月5日、Mnet）ユリ、ヒョヨン
- Hyoyeon 1Million Like (OnStyle、2015年）